# Nghĩa trang trung tâm Viên
Nghĩa trang trung tâm Viên (tiếng Đức: Wiener Zentralfriedhof) là một nghĩa trang nằm ở quận Simmering thuộc thành phố Viên, Áo. Đây là nghĩa trang lớn và nổi tiếng nhất của Wien, nhiều nhân vật nổi tiếng trong lịch sử nước Áo đã được chôn cất tại nghĩa trang này.

## Lịch sử
Nghĩa trang trung tâm Viên được mở cửa năm 1874. Nghĩa trang có diện tích lên tới 2,4 km vuông với 3,3 triệu ngôi mộ được chia thành các khu theo tôn giáo như Công giáo, Tin Lành, Chính thống giáo và Do Thái giáo.

## Các nhân vật nổi tiếng được chôn cất

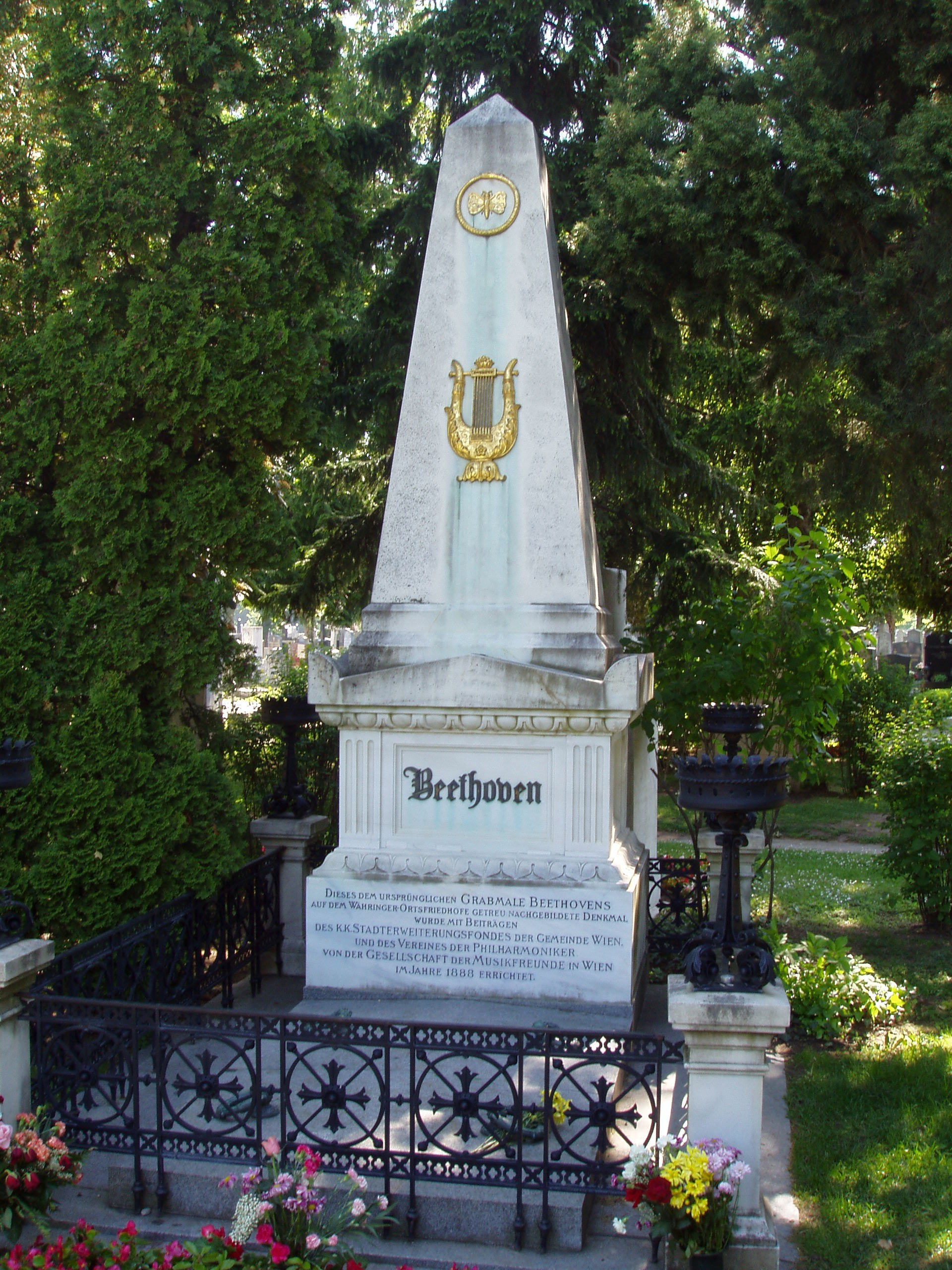
Mộ của Ludwig van Beethoven

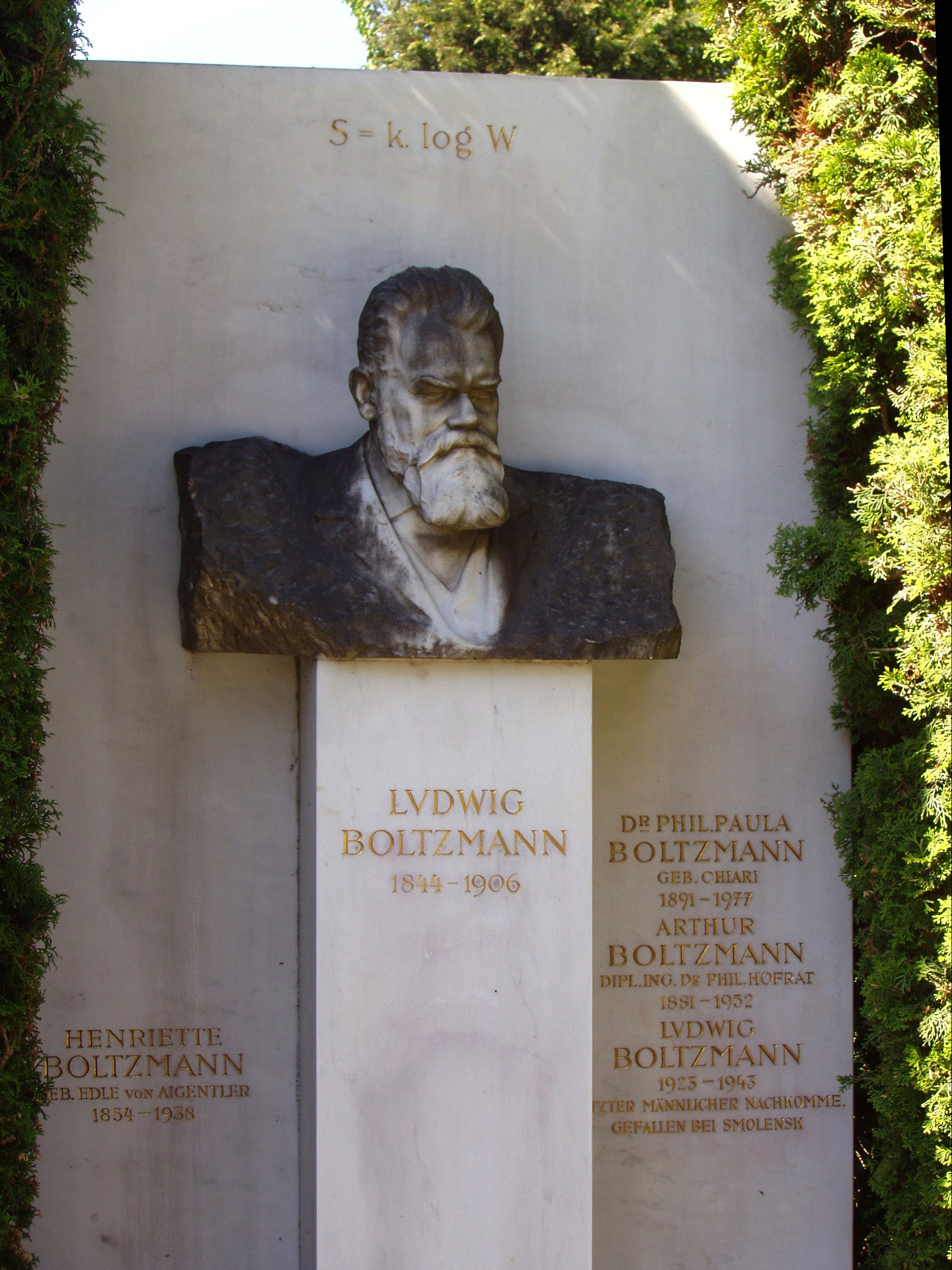
Mộ của Ludwig Boltzmann

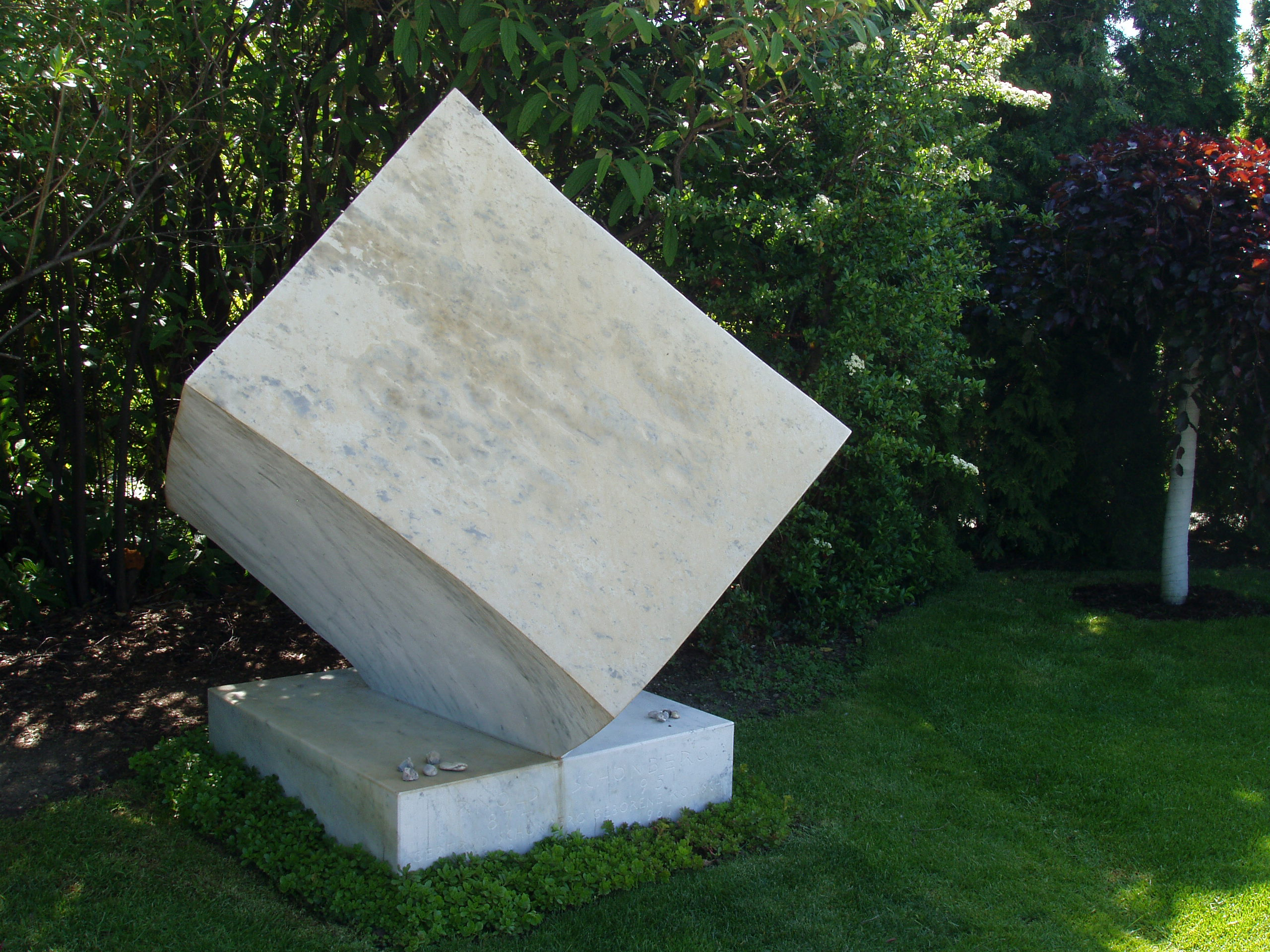
Mộ của Arnold Schoenberg

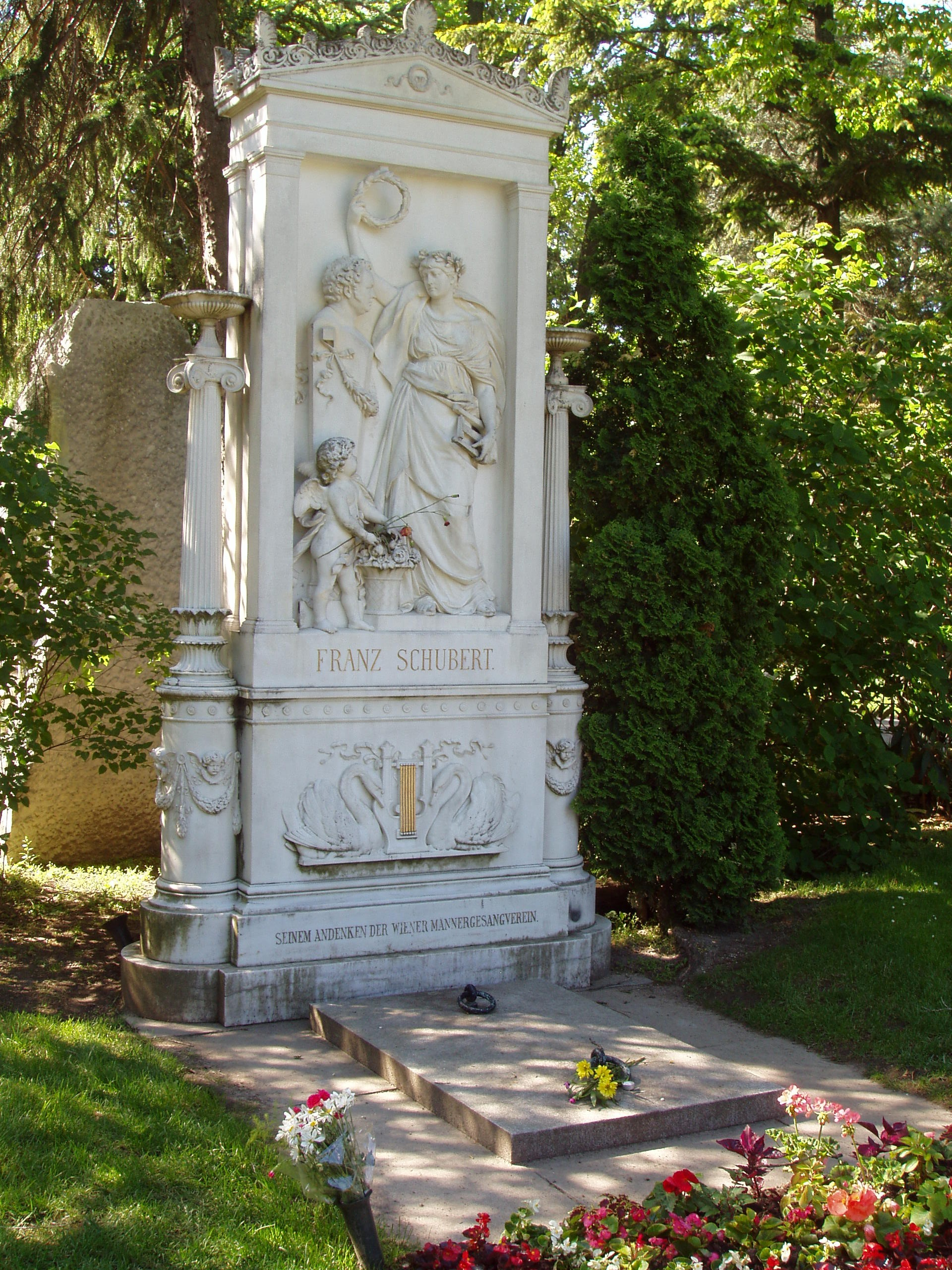
Mộ của Franz Schubert

- Wolf Albach-Retty (1906–1967), diễn viên
- Rudolf von Alt (1812–1905), họa sĩ
- Franz Antel (1913–2007), đạo diễn điện ảnh
- Leon Askin (1907–2005), diễn viên
- Ludwig van Beethoven (1770–1827), nhà soạn nhạc
- Erna Berger (1900–1990), ca sĩ opera
- Theodor Billroth (1829–1894), bác sĩ
- Ludwig Boltzmann (1844–1906), nhà khoa học
- Max Böhm (1916–1982), diễn viên
- Johannes Brahms (1833–1897), nhà soạn nhạc
- Ignaz Brüll (1846–1907), nhà soạn nhạc
- Carl Czerny (1791–1857), nhà soạn nhạc
- Anton Dominik Fernkorn (1813–1878), nhà điêu khắc
- Leopold Figl (1902–1965), chính khách
- Carl von Ghega (1802–1860), nhà khoa học
- Alexander Girardi (1850–1918), diễn viên
- Christoph Willibald Gluck (1714–1787), nhà soạn nhạc
- Karl Goldmark (1830–1915), nhà soạn nhạc
- Theophil Freiherr von Hansen (1813–1891), kiến trúc sư
- Johann Ritter von Herbeck (1831–1877), nhà soạn nhạc
- Curd Jürgens (1912–1982), diễn viên
- Thomas Klestil (1932–2004), Tổng thống Áo
- Friedrich Carl Knauer (1850–1926), nhà khoa học
- Bruno Kreisky (1911–1990), chính khách
- Karl Kraus (1874–1936), nhà văn
- Josef Lanner (1801–1843), nhà soạn nhạc
- Lotte Lehmann (1888–1976), ca sĩ opera
- György Ligeti (1923–2006), nhà soạn nhạc
- Theo Lingen (1903–1978), diễn viên
- Adolf Loos (1870–1933), kiến trúc sư
- Max Lorenz (1901–1975), ca sĩ opera
- Karl Lueger (1844–1910), chính khách
- Siegfried Marcus (1831–1898), kỹ sư ô tô
- Karl Millöcker (1842–1899), nhà soạn nhạc
- Helen Odilon (1865–1939), diễn viên
- Georg Wilhelm Pabst (1885–1967), đạo diễn
- Clemens von Pirquet (1874–1929), nhà khoa học
- Paula von Preradović (1887–1951), nhà văn
- Helmut Qualtinger (1928–1986), diễn viên
- Julius Raab (1891–1964), chính khách
- Karl Renner (1870–1950), chính khách
- Albert Salomon von Rothschild (1844–1911), nhà kinh doanh
- Nathaniel Mayer Anselm von Rothschild (1836–1905), nhà kinh doanh
- Léonie Rysanek (1926–1998), ca sĩ opera
- Antonio Salieri (1750–1825), nhà soạn nhạc
- Franz Schmidt (1874–1939), nhà soạn nhạc
- Arthur Schnitzler (1862–1931), nhà văn
- Arnold Schoenberg (1874–1951), nhà soạn nhạc
- Franz Schubert (1797–1828), nhà soạn nhạc
- Margarete Schütte-Lihotzky (1897–2000), kiến trúc sư
- Alma Seidler (1899–1977), diễn viên
- Matthias Sindelar (1903–1939), cầu thủ bóng đá
- Robert Stolz (1880–1975), nhà soạn nhạc
- Eduard Strauss (1835–1916), nhà soạn nhạc
- Johann Strauss I (1804–1849), nhà soạn nhạc
- Johann Strauss II (1825–1899), nhà soạn nhạc
- Josef Strauss (1827–1870), nhà soạn nhạc
- Franz von Suppé (1819–1895), nhà soạn nhạc
- Friedrich Torberg (1908–1979), nhà văn
- Kurt Waldheim (1918–2007), Tổng thư ký Liên Hợp Quốc, Tổng thống Áo
- Franz Werfel (1890–1945), nhà thơ
- Anton Wildgans (1881–1932), nhà thơ
- Hugo Wolf (1860–1903), nhà soạn nhạc
- Fritz Wotruba (1907–1975), nhà điêu khắc
- Alexander von Zemlinsky (1871–1942), nhà soạn nhạc